# John H. E. Fried
John H. E. Fried (* 12. November 1905 in Wien, Österreich-Ungarn als Hans Ernst Fried; † 18. Dezember 1990 in Manhattan) war ein amerikanischer Politikwissenschaftler und Hochschullehrer österreichischer Herkunft.

## Leben und Wirken
Fried studierte Rechts- und Politikwissenschaften an der Universität Wien, wo er 1929 seine Abschlussprüfungen ablegte. Ergänzend studierte er ein Semester am Institut für Weltwirtschaft in Kiel und zwei Jahre in Italien. 1930 wurde er in Wien zum Dr. iur. promoviert. Anschließend schloss Fried durch praktische Tätigkeiten bei verschiedenen Gerichten und Kanzleien und das Ablegen seines Anwaltsexamens 1934 ab. Nebenher war er als wissenschaftlicher Mitarbeiter von Arthur Lenhoff tätig und forschte gemeinsam mit diesem auf dem Gebiet des Arbeits- und Tarifrechts. Bereits seit 1933 diente er als beisitzender Richter am Arbeitsgericht Wien. Des Weiteren war er als Dozent an verschiedenen Wiener Hochschulen tätig. Nach seiner Zulassung zur Anwaltschaft im Jahr 1935 war Fried als Strafverteidiger in Wien tätig, im Juli 1937 wurde er Sozius von Paul Abel. Nach dem Anschluss Österreichs an das nationalsozialistische Deutsche Reich und den damit wegen seiner jüdischen Herkunft einhergehenden Befürchtungen entschloss sich Fried Mitte 1938 zur Emigration. Über die Schweiz und England gelangte er in die USA.
In den USA wurde Fried im November 1938 zunächst Forschungsassistent an Max Horkheimers Institut an der Columbia University. Dort trieb Fried dann auch seine akademische Karriere voran und hielt einige Vorlesungen. 1942 wurde er dort unter Betreuung von Lindsay Rogers im öffentlichen Recht mit einer Arbeit über den deutschen Militarismus im Ersten Weltkrieg und der Weimarer Zeit zum Ph.D. promoviert. Bei der Betreuung mitgewirkt hatte zudem Hans Speier, dessen Assistent Fried Anfang der 40er-Jahre geworden war. In seiner Dissertation vertrat Fried den Standpunkt eines „functional regionalism“, wonach funktionale territoriale Entitäten nationalstaatliche Grenzen überschreiten konnten. Dieses Modell fand vor dem Zweiten Weltkrieg kaum Verbreitung, danach dann aber umso stärker, wie unter anderem bei der EGKS.
1943 folgte Fried seinem Doktorvater Rogers zur ILO, die wegen des Krieges in Europa von Genf nach Montreal umgezogen war. 1944 erwarb Fried in New York die amerikanische Staatsbürgerschaft und kehrte dann nach Kanada zurück. Sein dort entstandenes Buch The Exploitation of Foreign Labor by Germany bildete eine Quellengrundlage für die Nürnberger Prozesse. An diesen nahm Fried ab 1947 als Berater des US-Kriegsministeriums teil und wurde später Sonderberater der US-Richter. Seine Arbeiten und die Ergebnisse der Prozesse dokumentierte er umfangreich in mehreren Berichten. Ab 1950 arbeitete Fried für die Vereinten Nationen. Neben dieser Tätigkeit, die ihn unter anderem 1964 bis 1966 als Berater nach Nepal und von 1966 bis 1970 nach Somalia führte, war Fried als Hochschullehrer tätig. Zunächst wurde er Adjunct Professor am City College der City University of New York, später wurde er ordentlicher Professor am dortigen Lehman College. 1976 wurde er emeritiert. Mit zunehmendem Alter engagierte Fried sich mehr und mehr pazifistisch. Er war Gegner des Vietnamkrieges und schloss sich später auch der Anti-Atomkraft-Bewegung, für die er als Rechtsberater tätig wurde.
Am 18. Dezember 1990 starb Fried in seinem Haus in Manhattan an Herzversagen.
Fried war seit 14. November 1933 mit Edrita Germ verheiratet.

## Schriften (Auswahl)
- The guilt of the German army, MacMillan, 1943 (Dissertation)
- The Significance of Democracy: Constitutional Developments and Labor Relations in Austria, 1944
- The Exploitation of Foreign Labor by Germany, International Labor Organization, 1945
- Slave Labor and Deportation. Analysis of the Nurnberg War Crimes Trials 1945–1949, 1950